# Саксагань (шахта)
Саксагань — бывшая железорудная шахта в городе Кривой Рог.

## История
Шахта введена в эксплуатацию в конце 1958 года. Построена по проектной документации института «Кривбасспроект». Проектная мощность — 4 000 000 тонн руды в год.
Входила в состав рудоуправления имени Ф. Э. Дзержинского производственного объединения «Кривбассруда».
В 1991 году, после отработки запасов, добыча руды прекращена и начата добыча гранита для производства строительного щебня.
27 июля 1995 года шахта выделена в самостоятельное государственное предприятие.
В октябре 1996 года работа шахты остановлена. 20 января 1997 года принято решение о её ликвидации.
В 2004 году государственное предприятие «Кривбасреструктуризация» продало часть имущества шахты «Саксагань» ОАО «Центральный горно-обогатительный комбинат».
На 2007 год из четырёх шахтных стволов два ликвидированы. Впоследствии все здания и сооружения были снесены.

## Характеристика
Шахтой разрабатывалось месторождение 2-го Саксаганского пласта. Добыча велась на горизонте -800 метров. Работало до 1500 человек.
В шахтном поле находится наибольшее на Украине месторождение минеральных пигментов (сурик и мумия красная), руды которого перерабатывались Криворожским суриковым заводом. С 1991 года месторождение на консервации.